# Polícia Militar do Estado de Minas Gerais
A Polícia Militar de Minas Gerais (PMMG) tem por função primordial o policiamento ostensivo e a preservação da ordem pública no estado brasileiro de Minas Gerais.
No Brasil, são denominadas de polícias militares as forças de segurança pública das unidades federativas e do Distrito Federal que têm por função primordial a realização do policiamento ostensivo e a preservação da ordem pública em atendimento as disposições do artigo 144 da Constituição da República Federativa do Brasil, de 1988. Subordinam-se aos Governadores dos Estados, do Distrito Federal e dos Territórios.
Segundo o texto constitucional as Forças Militares Estaduais são forças auxiliares e reserva do Exército Brasileiro e integram o sistema de segurança pública. Os seus integrantes são denominados de militares dos Estados e do Distrito Federal (art. 42 da CRFB), assim como os membros do Corpo de Bombeiros Militar do Estado de Minas Gerais.

## Dragões da Inconfidência
Os Dragões da Inconfidência são o grupamento de honra da Polícia Militar de Minas Gerais existente desde a época imperial, sendo a primeira guarda paga de Minas Gerais. Os Dragões foram criados em 9 de junho de 1775, dando origem ao que hoje é a Polícia Militar de Minas Gerais. Presentes em solenidades do Estado de Minas Gerais, como a cerimônia de posse do Governador e dos Deputados Estaduais, resgatam a  história da Cavalaria Paga que circulava pela Estrada Real no tempo em que o ouro e pedras preciosas eram transportados em lombos de burros.